# Actinopus taragui
Espèce
Actinopus taragui est une espèce d'araignées mygalomorphes de la famille des Actinopodidae.

## Distribution
Cette espèce est endémique d'Argentine. Elle se rencontre  dans les provinces de Corrientes, du Chaco et de Misiones.

## Description
Le mâle holotype mesure 7,44 mm et la femelle paratype 24,42 mm.

## Publication originale
- Ríos-Tamayo & Goloboff, 2018 : Taxonomic revision and morphology of the trapdoor spider genus Actinopus (Mygalomorphae: Actinopodidae) in Argentina. Bulletin of the American Museum of Natural History, no 419, p. 1-83 (texte intégral).